# Turn- und Sportverein Jona 2018-2019
Questa voce raccoglie le informazioni riguardanti il Turn- und Sportverein Jona nella stagione 2018-2019.

## Organigramma societario
Area direttiva
- Presidente: Hajo Zwanenburg
- Manager: Esther Mächler

Area tecnica
- Allenatore: Denis Milanez
- Secondo allenatore: Matteo Campioli

Area sanitaria
- Medico: Andreas Bickel
- Fisioterapista: Christian Turri, Sirko Drose

## Rosa
| N° | Nome               | Ruolo | Data di nascita   | Nazionalità sportiva |
| -- | ------------------ | ----- | ----------------- | -------------------- |
| 1  | Lars Bischof       | L     | 1º settembre 1996 | Svizzera             |
| 2  | Kilian Kasper      | S     | 2 marzo 1997      | Svizzera             |
| 3  | Robin Muntwyler    | P     | 6 gennaio 1997    | Svizzera             |
| 4  | Gian Reto Riedi    | S     | 12 giugno 1992    | Svizzera             |
| 5  | Dominik Schnüriger | S     | 15 giugno 1993    | Svizzera             |
| 6  | Nicola Hauser      | P     | 15 novembre 1999  | Svizzera             |
| 9  | Ramon Caviezel     | S     | 9 settembre 1998  | Svizzera             |
| 14 | Joel Maag          | C     | 20 giugno 1998    | Svizzera             |
| 17 | Michael dos Santos | C     | 20 aprile 1983    | Brasile              |
| 18 | Moritz Bolli       | C     | 10 aprile 1990    | Svizzera             |